# Andrew Niccol

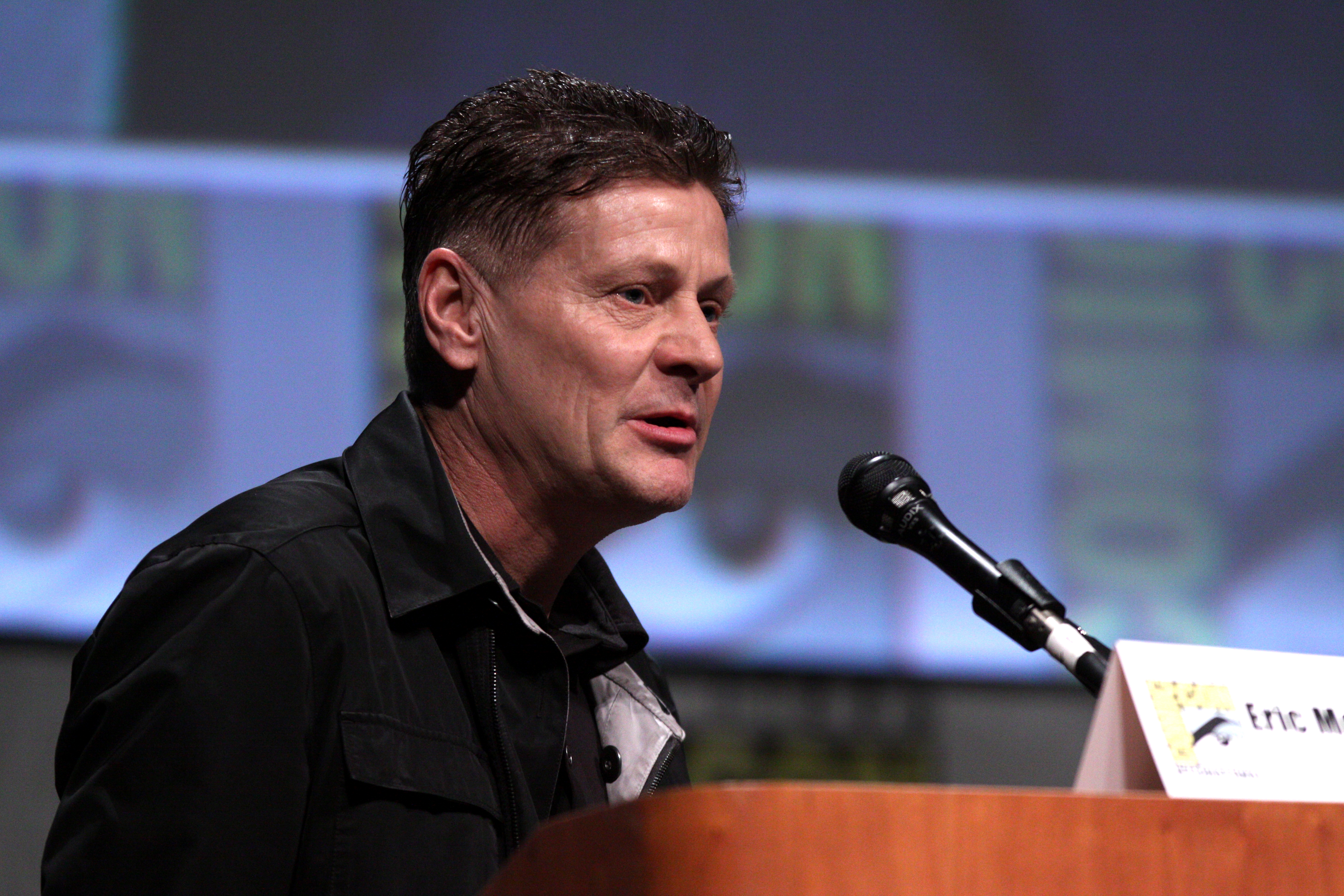
Niccol na San Diego Comic-Con International de 2012

Andrew M. Niccol (nascido em Paraparaumu, 10 de junho de 1964) é um roteirista, diretor e produtor de cinema nascido na Nova Zelândia. Ele escreveu e dirigiu os filmes Gattaca, S1m0ne e Lord of War. Ele também escreveu e co-produziu The Truman Show, pelo qual recebeu uma nomeação ao Oscar de Melhor Roteiro Original em 1999 e ganhou o BAFTA de Melhor Roteiro. Ele escreveu e dirigiu a adaptação cinematográfica do livro The Host, de Stephenie Meyer, lançado em 2013. Seus Filmes Tendem a Explorar Problemas Sociais, Culturais e Políticos.

## Filmografia
| Ano  | Título original | Título no Brasil                 | Título em Portugal    | Função                         |
| ---- | --------------- | -------------------------------- | --------------------- | ------------------------------ |
| 1997 | Gattaca         | Gattaca - Experiência Genética   | Gattaca               | Roteirista e diretor           |
| 1998 | The Truman Show | O Show de Truman                 | A Vida em Directo     | Roteirista e co-produtor       |
| 2002 | S1m0ne          | S1mOne - Nasce uma Super Estrela | S1m0ne                | Roteirista, produtor e diretor |
| 2004 | The Terminal    | O Terminal                       | Terminal de Aeroporto | Escritor                       |
| 2005 | Lord of War     | O Senhor das Armas               | O Senhor da Guerra    | Roteirista, produtor e diretor |
| 2011 | In Time         | O Preço do Amanhã                | Sem Tempo             | Roteirista, produtor e diretor |
| 2013 | The Host        | A Hospedeira                     | Nómada                | Roteirista e diretor           |
| 2018 | Anon            | Anon                             | Anon                  | Roteirista, produtor e diretor |

## Prêmios e nomeações
| Ano  | Prêmio | Indicação               | Filme           | Resultado |
| 1999 | BAFTA  | Melhor Roteiro Original | The Truman Show | Vencedor  |
| 1999 | Oscar  | Melhor Roteiro Original | The Truman Show | Nomeado   |